# Komunikace stomatologa s pacientem

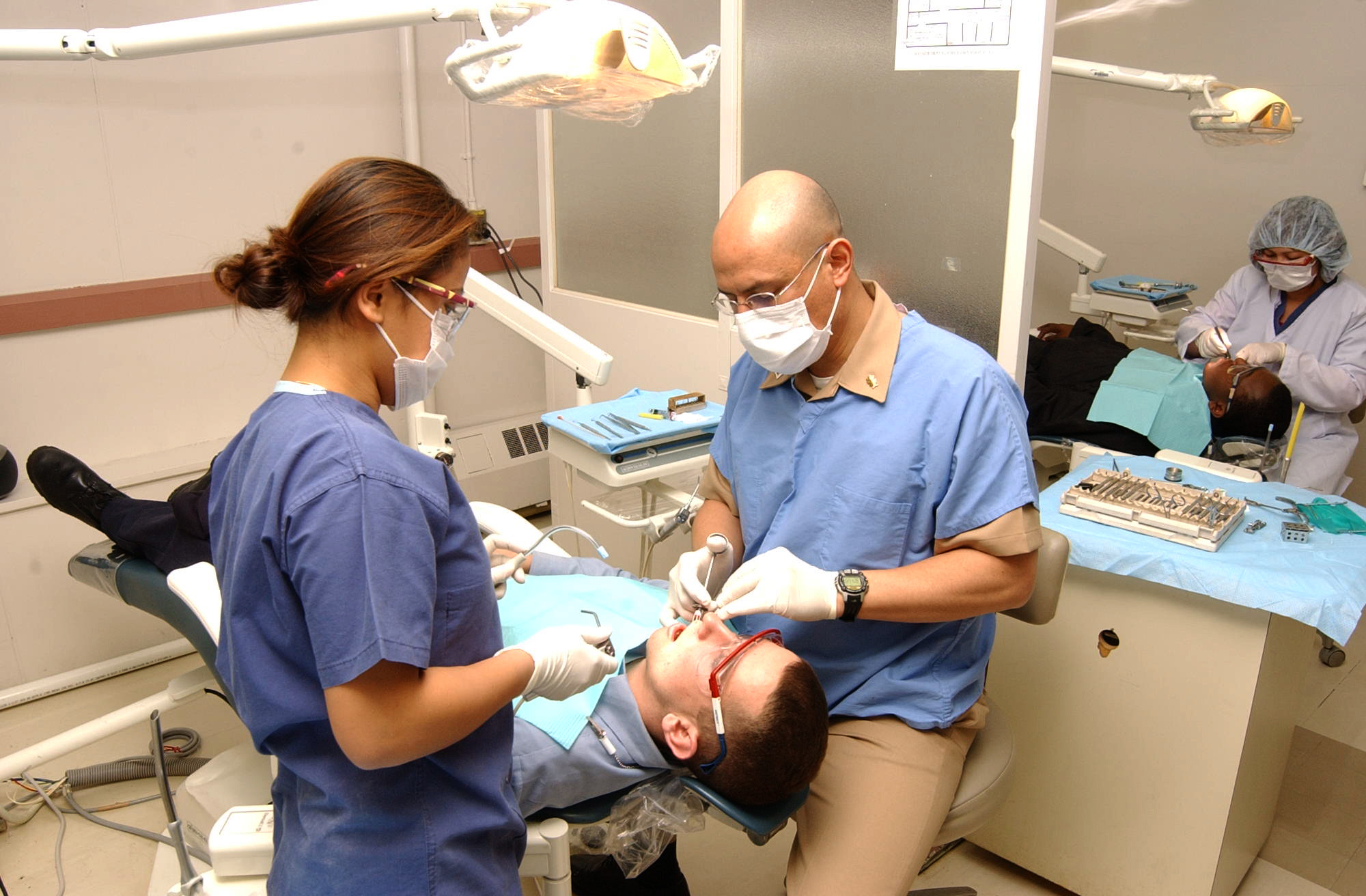
Ošetření pacienta zubařem.

Komunikace stomatologa s pacientem je základem dobré zdravotní péče[zdroj?]. Komunikační dovednosti jsou takové složky interpersonálního jednání, které mají na jeho průběh příznivý vliv. Rozeznáváme verbální a neverbální složky komunikace. Verbální komunikace je to co říkáme. Zpravidla jde o otázky a výzvy, objasnění, informace, rady, fakta a výklad, souhrn atd. Neverbální komunikace používá prostředky, které nemají verbální charakter. Patří sem – naslouchání, empatie, projev porozumění, podpora. Neverbální komunikace také zahrnuje kromě vlastního chování (oblečení, mimika, gesta, kinetika, posturika, oční kontakt, haptika), intonace řeči, rychlost, hlasitost řeči, pauzy v řeči, tón hlasu.

Vztah lékař – pacient začíná ve chvíli, kdy se lékař a pacient spatří. Klíčem k zahájení dobré komunikace je projevení zájmu o pacienta. Toho lze dosáhnout projevením účasti a pozornosti. Ve stomatologické ordinaci se setkáváme s různými pacienty. Musíme být schopni asertivně si poradit s nespolupracujícími dětskými pacienty, seniory, hendikepovanými pacienty, zvládat nestandardní a vyhrocené situace. K tomu je třeba profesionální přístup, dobré komunikační schopnosti, zájem o potřeby pacientů.
U zubního lékaře má komunikace s pacientem svá specifika. V zubním lékařství panuje v obecné populaci hluboce zakořeněné přesvědčení, že zubní ošetření je vysoce nepříjemná a bolestivá záležitost. Zde je na místě vhodný psychologický přístup i edukativní pohovor. S edukací ve stomatologické praxi by se mělo začínat co nejdříve, tedy již od útlého věku. Základním pilířem ve zdravotní výchově v péči o chrup dítěte jsou rodiče, kteří svým aktivním nebo pasivním postojem ovlivňují přístup dítěte k dentální hygieně. Cílem edukátora je působení na rodiče, seznámení rodičů s péčí o mléčný chrup, která by měla spočívat v základních krocích, které mohou být vyvěšeny v čekárnách nebo vytištěny v informačních brožurkách, dále se také využívá pouštění videoklipů.

## Informace pro rodiče
V péči o dětský chrup je nezastupitelná prevence, jejíž zásady jsou následující:
- Dětem do 3 let čistí zuby rodiče. Od tří let se dítě učí čistit si zuby samo pod dohledem rodičů. Chrup však musí nakonec vyčistit dospělá osoba. Zuby čistíme 2× denně po dobu 2 – 3 minut, po snídani a večer před spaním.
- Používáme zubní pastu se sníženým obsahem fluoru a velmi měkký zubní kartáček.
- Jablko ani jiné ovoce místo čištění chrupu není vhodné.
- Zubní kartáček měníme 1× za 3 měsíce.
- Omezujeme příjem cukrů, jak jejich množství, tak i frekvenci.
- Dbáme na správnou výživu. Nepodáváme dětem sladkosti mezi jídly.
- V rámci dodržování pitného režimu podáváme neslazený čaj nebo vodu.
- Používáme speciální dětské zubní pasty s obsahem fluoru dle věku dítěte i po dosažení 6 let věku.

## Edukace dospívající a dospělé populace
- Čištění zubů je součástí základní hygieny (alespoň 2krát denně) po jídle, abychom předešli vzniku zubního kazu, zubního kamene, plaku a parodontózy, návštěva stomatologa či dentálního hygienika 2krát ročně.
- Správná technika čištění zubů: metoda horizontální, vibrační, krouživých pohybů a stírací.
- Při čištění zubů bychom neměli zapomínat i na čištění jazyka i na něm se usazuje velké množství bakterií.
- Výběr správného zubního kartáčku a pasty.
- Zubní kartáček měnit po 1–2 měsících a také po nemoci.[3]

Nejen při práci a ošetřování dětí musí stomatolog zvolit vhodnou formu komunikace. Zvláště pečlivou komunikační schopnost vyžadují také osoby starší (senioři), osoby hendikepované a pacienti s mentálním postižením.

## Komunikace se seniory
Na tyto pacienty nespěcháme, jsme trpěliví, mluvíme zřetelně a pomalu, je - li třeba hlasitěji, nepoužíváme odborná slova a dlouhá souvětí. Pacienty chválíme, povzbuzujeme a vysvětlujeme. Zpětnou vazbu si ověřujeme kladením otázek k ujištění, zda pacient vše správně pochopil.

## Komunikace s hendikepovaným pacientem
Komunikace bývá náročnější, musíme přizpůsobit jednání k hendikepu pacienta, umožníme doprovod. U neslyšících pacientů je třeba stát k pacientovi čelem, hovořit zřetelně a pomalu, aby mohl odezírat. Používáme krátké a srozumitelné věty bez odborných výrazů. U nevidomých pacientů se představíme a podáme ruku, vysvětlíme, co pacienta čeká a co očekáváme od něj. Pacienta seznámíme s prostředím ordinace a necháme ho osahat si křeslo a plivátko. Pokud má nevidomý vodícího psa, ponecháme ho v ordinaci. Při každém úkonu jej upozorníme, co se bude dít.

## Komunikace s mentálně postiženým pacientem
Jednáme úměrně jejich věku a postižení. Nepoužíváme dětinský přístup a soucit. Tito lidé žijí ve svém vlastním světě, nechápou smysl našeho chování. Mají nedostatečnou slovní zásobu, špatně se vyjadřují. Zde uplatňujeme profesionální nedirektivní přístup, používáme přátelská gesta, úsměv, toleranci a trpělivost. Sdělení přizpůsobíme mentální úrovni klienta. Používáme nonverbální projevy, ověřujeme si, zda pochopil naše sdělení.

Ve stomatologické praxi se můžeme setkat i s agresivním nebo úzkostným pacientem. U všech je společným jmenovatelem strach z nedostatku informací, z neznámého a bolesti.